# 全秉浩
全秉浩（1926年3月20日—2014年7月7日），又译全炳浩、全秉镐，朝鲜政治人物，出生于慈江道前川郡。
历任朝鲜劳动党中央候补委员、委员、中央政治局候补委员、委员，任第七、八、九、十、十一、十二届最高人民会议议员，长期担任国防委员会委员。

## 生平
毕业于万景台革命学院，1945年10月开始服役于警卫队，1952年9月至1970年7月，他历任军工厂工程员、部长、总工程师。1980年起任劳动党中央委员。1982年8月朝鲜劳动党六届六中全会选举为中央政治局候补委员，并当选最高人民会议代议员。同年，出任第二经济委员会委员长。1986年当选中央书记局书记，分管军需工作。1988年当选中央政治局委员。1990年起任国防委员会委员，并任中央军需工业部部长，负责核武器和导弹的研发工作。2010年9月起任内阁政治局局长兼党委责任书记。2011年4月由于健康原因，其中央书记局书记（负责军需）和国防委员会委员职务由朴道春接任，军需工业部部长由第一副部长朱奎昌接任，只专任内阁政治局局长兼党委责任书记。2012年5月，全秉浩任朝鲜人民军武器装备馆名誉馆长。
2014年7月7日19时，全炳浩因急性心肌梗塞于7日逝世，享年88岁。朝中社称，朝鲜劳动党中央委员会、朝鲜国防委员会7日发表讣告，决定为全秉浩举行国葬，并组成由朝鲜最高领导人金正恩为委员长，金永南、朴奉珠、黄炳誓等88名委员参加的国家治丧委员会。
外媒报道称全炳浩是朝鲜武器走私中的核心人物。

## 所获荣誉
获朝鲜最高勋章金日成勋章两枚、金正日勋章，被授予双重共和国英雄称号和劳动英雄称号等勋章和表彰。